# Lamayou
Lamayou ist eine französische Gemeinde mit 211 Einwohnern (Stand 1. Januar 2022) im Département Pyrénées-Atlantiques in der Region Nouvelle-Aquitaine (vor 2016: Aquitanien). Die Gemeinde gehört zum Arrondissement Pau und zum Kanton Pays de Morlaàs et du Montanérès (bis 2015: Kanton Montaner).
Der Name in der gascognischen Sprache lautet Lamajor. Die Bewohner werden Lamayorais oder Lamayoraises genannt.

## Geographie
Lamayou liegt ca. 40 km nordöstlich von Pau in der historischen Provinz Béarn an der östlichen Grenze zum benachbarten Département Hautes-Pyrénées.
Umgeben wird Lamayou von den Nachbargemeinden:
| Castéra-Loubix       | Labatut-Figuières                           | Caixon (Hautes-Pyrénées) Vic-en-Bigorre (Hautes-Pyrénées) |
| Bentayou-Sérée       | Kompassrose, die auf Nachbargemeinden zeigt |                                                           |
| Pontiacq-Viellepinte | Montaner                                    | Casteide-Doat                                             |

Lamayou liegt im Einzugsgebiet des Flusses Adour. Der Ruisseau de Layza, ein Nebenfluss des Louet, durchströmt das Gebiet der Gemeinde.

## Geschichte
Im Spätmittelalter formte Lamayou einen kleinen Verbund mit den Dörfern Mongaston, Peyraube und Samonzet, um die Güter zu teilen und gemeinsam zu verwalten. In einer Volkszählung im Jahre 1385 wurden in Mongaston 20 Haushalte gezählt und die Zugehörigkeit des Dorfes zur Bailliage von Montaner festgehalten. Dennoch besaß Lamayou vermutlich eine gewisse Unabhängigkeit oder Vormachtstellung, denn es gab dort im 13. Jahrhundert eine Erdhügelburg. Im Mittelalter gab es ein Laienkloster, abhängig von der Vicomté von Béarn, das bis 1635 existierte. Es ist überliefert, dass es einen Brunnen gab, der ausschließlich Cagots vorbehalten war. Diese bildeten eine Personengruppe, die vom 13. bis weit ins 19. Jahrhundert hinein in Spanien und Frankreich diskriminiert und weitgehend vom gesellschaftlichen Leben ausgeschlossen war. Die Register berichten von vier oder fünf Familien, die in Lamayou seit dem 18. Jahrhundert wohnten. Die Gemeinschaft der vier Dörfer ist heute aufgelöst; die Dörfer Mongaston, Peyraube und Samonzet sind heute Ortsteile der Gemeinde Lamayou.
Toponyme und Erwähnungen von Lamayou waren:
- Lamayor und Lamayoo (1429 bzw. 1436, Volkszählung von Montaner),
- La Mayo und Lamayour (1602 bzw. 1674, Manuskriptsammlung des 16. bis 18. Jahrhunderts),
- Lamayon (1750, Karte von Cassini),
- Mongaston (1793, Notice Communale) und
- Lamayon (1801, Bulletin des lois).[4][5][6]

Toponyme und Erwähnungen von Mongaston waren:
- Mongastoo (1385, Volkszählung im Béarn),
- Mont-Gaston (1429, Volkszählung im Bigorre, Blatt 295),
- Monguaston (1614, Manuskriptsammlung des 16. bis 18. Jahrhunderts) und
- Mongaston (1750, Karte von Cassini).[4][5]

Toponyme und Erwähnungen von Peyraube waren:
- Peyre-Aube (1379, Verträge des Notars Luntz),
- Peyrauba und Peyracaube (1549 bzw. 1614, Manuskriptsammlung des 16. bis 18. Jahrhunderts) und
- Peyraube (1750, Karte von Cassini).[4][5]

Toponyme und Erwähnungen von Samonzet waren:
- Somonset (1429, Volkszählung von Montaner, Blatt 55),
- Sosmonset, Semonzet und Samonset (1536, 1547 bzw. 1673, Manuskriptsammlung des 16. bis 18. Jahrhunderts) und
- Samonzet (1750, Karte von Cassini).[4][5]

### Einwohnerentwicklung
Nach Höchstständen der Einwohnerzahl von über 500 in der ersten Hälfte des 19. Jahrhunderts ist die Zahl bei kurzen Erholungsphasen bis zu den 1960er Jahren auf ein Niveau von rund 200 Einwohnern gesunken, das bis heute gehalten wird.
| Jahr      | 1962 | 1968 | 1975 | 1982 | 1990 | 1999 | 2006 | 2009 | 2022 |
| --------- | ---- | ---- | ---- | ---- | ---- | ---- | ---- | ---- | ---- |
| Einwohner | 205  | 215  | 210  | 203  | 194  | 214  | 189  | 181  | 211  |

## Sehenswürdigkeiten

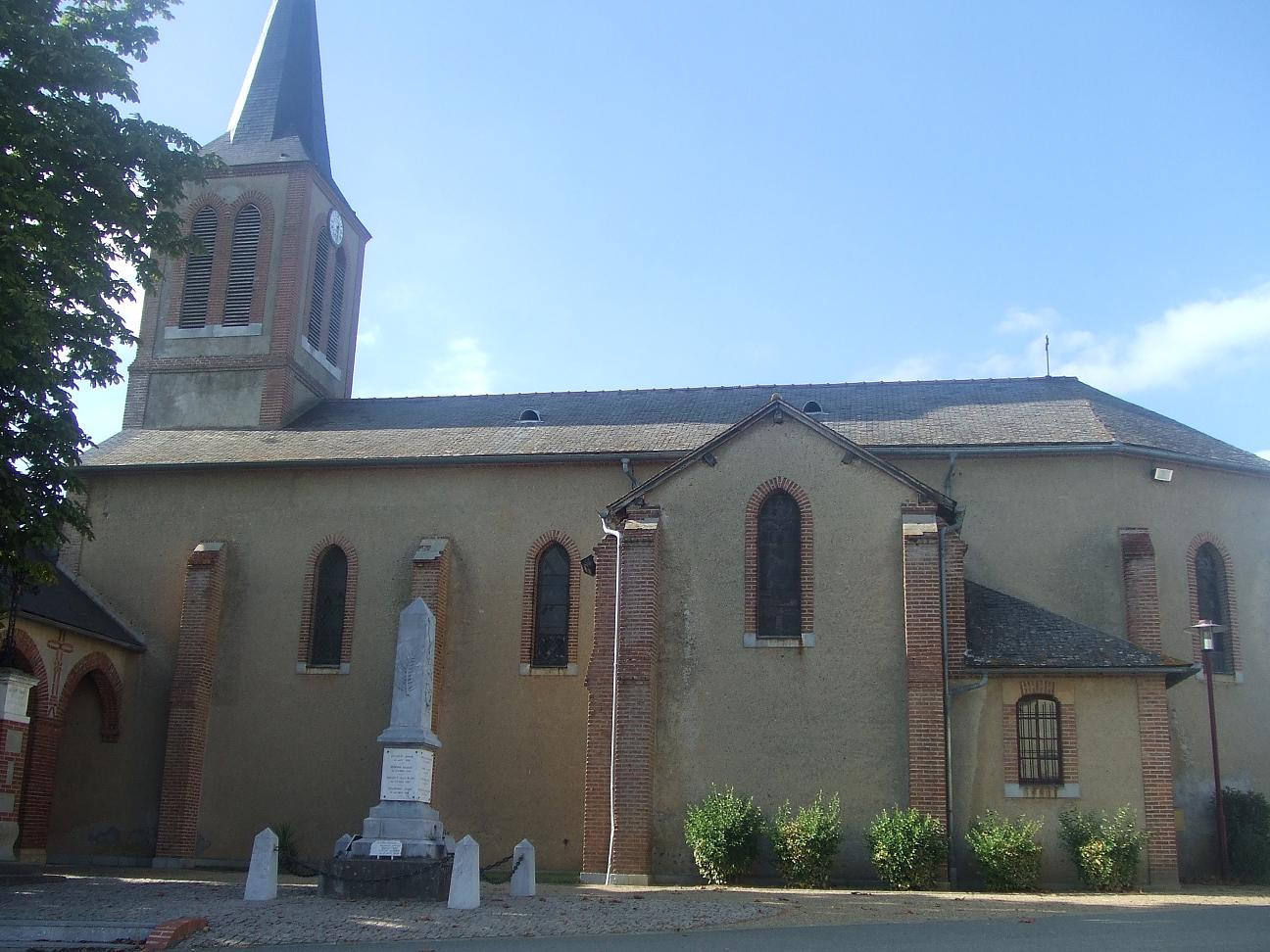
Pfarrkirche Notre-Dame de l’Assomption von Lamayou

- Pfarrkirche von Lamayou, gewidmet Mariä Himmelfahrt. Der erste, einfache Bau wurde im 16. oder 17. Jahrhundert erschaffen und im Jahre 1874 abgerissen. Die heutige Kirche wurde von 1874 bis 1876 unter Wiederverwendung von Baumaterialien der früheren Kirche errichtet. Ihr einschiffiges Langhaus ist mit einem Kreuzrippengewölbe ausgestattet, ihr Glockenturm mit einem polygonalen, mit Schiefer gedeckten Helm. Einige Ausstattungsgegenstände der heutigen Kirche stammen aus dem Vorgängerbau. Die Kanzel aus Walnussbaum datiert aus der zweiten Hälfte des 18. Jahrhunderts. Sie ist an die Seitenwand schwebend gebaut mit einer Eichentreppe als Zugang. Die Statue eines Engels, der eine Trompete bläst, ist auf dem Schalldeckel platziert. Weitere Ausstattungsgegenstände der Kirche stammen aus dem 17. und 18. Jahrhundert und sind als nationale Kulturgüter registriert.[9][10][11]

- Kapelle von Peyraube. Sie ist eine der wenigen Überbleibsel des Laienklosters von Lamayou. Die romanische Kapelle wurde um 11. und 12. Jahrhundert errichtet, während der Hugenottenkriege wurde sie im Jahre 1569 von protestantischen Truppen geplündert und beschädigt, aber nicht zerstört. In der Mitte des 18. Jahrhunderts wurde eine Reihe von Renovierungen durchgeführt, bei der 1737 das Dach ersetzt wurde. Die Jahreszahl „1773“, eingraviert über dem südlichen Eingang, bezeichnet die Errichtung der Tür und vermutlich das Ende der Tätigkeit. In einem zweiten Projekt der Restaurierung in den 1980er Jahren entdeckte man mittelalterliche Wandmalereien aus dem 15. Jahrhundert.[12][13]

## Wirtschaft und Infrastruktur

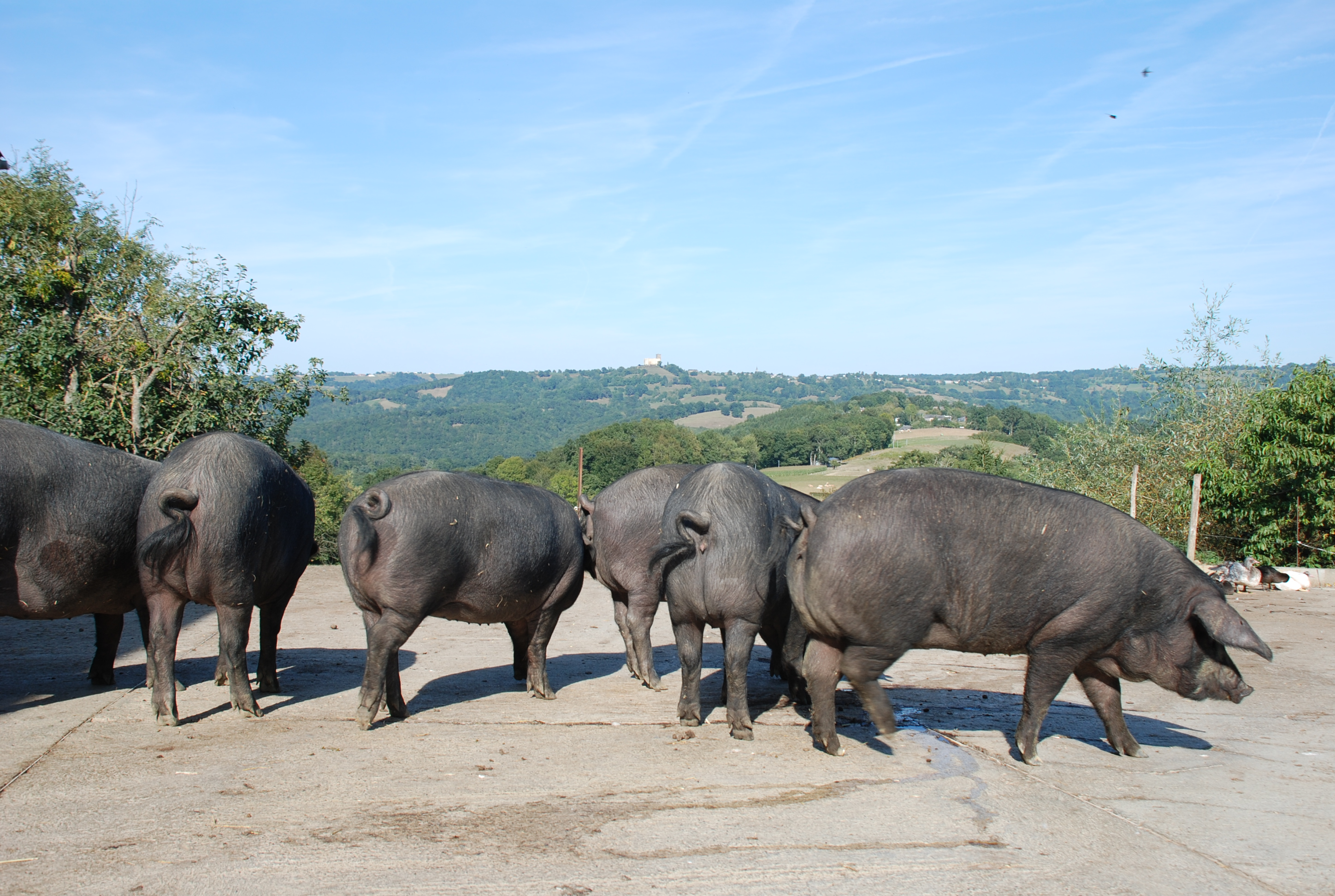
Porcs Noirs de Bigorre

Die Wirtschaft der Gemeinde wird hauptsächlich durch die Landwirtschaft bestimmt. Lamayou liegt in den Zonen AOC der Schweinerasse Porc noir de Bigorre und des Schinkens Jambon noir de Bigorre.

### Verkehr
Lamayou wird durchquert von den Routes départementales 7, 202 und 407.